# Rheinvorland östlich von Wallach
Das Rheinvorland östlich von Wallach ist ein 325 ha umfassendes Naturschutzgebiet im Gebiet der nordrhein-westfälischen Stadt Rheinberg am Niederrhein. Es liegt am linken Rheinufer beim Rheinberger Ortsteil Wallach. Im Süden, außerhalb des Naturschutzgebiets, befindet sich der Rheinberger Ortsteil Ossenberg, im Norden der Weseler Ortsteil Büderich. Das Naturschutzgebiet liegt nahezu vollständig im deutlich größeren EU-Vogelschutzgebiet DE-4203-401 Unterer Niederrhein, wodurch diese Flächen zum europäischen Schutzgebietsnetz Natura 2000 gehören.

## Flora und Fauna
Im heutigen Naturschutzgebiet entstanden durch Auskiesung und weitgehende Auffüllung mit Industrieabfällen flache Grünlandbereiche auf überwiegend undurchlässigem Untergrund. Nach starken Niederschlägen und Rhein-Hochwasser binden sich dort ausgedehnte Stillgewässer, die als Lebensraum und Rastplatz für Wat- und Wasservögel geeignet sind. Zur Brutzeit erlangt das Gebiet vor allem während feuchter Jahre große Bedeutung. Zu den wichtigsten Schutzzielen zählen die Erhaltung der extensiv landwirtschaftlich genutzten Feuchtwiesen, die Wiederherstellung der Flachwasserzonen in der Rheinaue und die dauerhafte Sicherung der hier lebenden Uferschwalbenkolonie.
Als Arten von gemeinschaftlichem Interesse nach den Fauna-Flora-Habitat- und Vogelschutzrichtlinien finden sich in den Naturschutzgebieten insbesondere
- Blässgänse, Brandgänse, Graugänse, Löffelenten, Nilgänse und Pfeifenten
- Große Brachvögel, Kampfläufer, Rotschenkel und Uferschnepfen
- Säbelschnäbler
- Schafstelzen und Wiesenpieper
- Uferschwalben
- Wachtelkönige
- Schachtelhalme und Zottige Klappertöpfe